# Художественная колония Корниш
Художественная колония Корниш (англ. Cornish Art Colony) — художественная колония в городе Корниш, штат Нью-Гэмпшир, США.

## История
Городок Корниш стал центром одноимённой художественной колонии начиная с 1895 года, собрав здесь, благодаря красивому ландшафту с видом на долину реки Коннектикут и вершины Вермонта, порядка 100 выдающихся личностей — художников, скульпторов, писателей, дизайнеров, политиков, которые жили тут либо круглогодично, либо в течение летних месяцев.

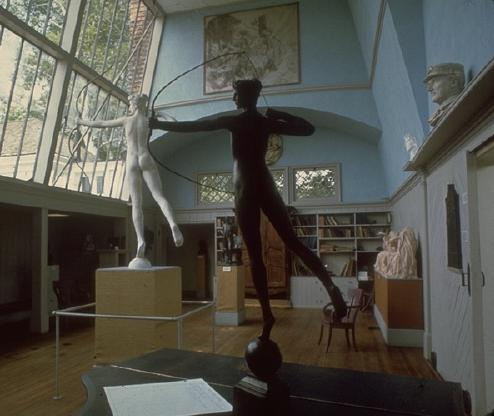
Студия Огастеса Сент-Годенса

Одним из первых здесь поселился (в 1885 году) американский скульптор Огастес Сент-Годенс, открывший свою летнюю студию. За ним последовали другие деятели культуры и политики США, строившие в этой местности свои дома. Сюда последовали многие молодые люди из Лиги студентов-художников Нью-Йорка, членом Совета директоров которой был Сент-Годенс. Члены колонии жили не только в Корнише, но и в близлежащих населённых пунктах, таких как Виндзор (штат Вермонт) и Плейнфилд (штат Нью-Гэмпшир), куда обычно приезжали из Нью-Йорка на поезде.
Среди членов колонии были: актриса Этель Берримор, танцовщица Айседора Дункан, художник, писатель и педагог Кеньон Кокс, судья и философ права Лернед Хэнд, художник Эверетт Шинн, художник, иллюстратор и скульптор Фредерик Ремингтон, а также многие другие известные американцы.
После смерти Сент-Годенса в 1907 году колония стала уменьшаться. Его дом и усадьба в настоящее время сохранены как национальная достопримечательность — Saint-Gaudens National Historic Site.
В городе Виндзоре создан Музей колонии Корниш.